# Megisba volubilis
Megisba volubilis är en fjärilsart som beskrevs av Hans Fruhstorfer 1922. Megisba volubilis ingår i släktet Megisba och familjen juvelvingar. Inga underarter finns listade i Catalogue of Life.